# Ninhada

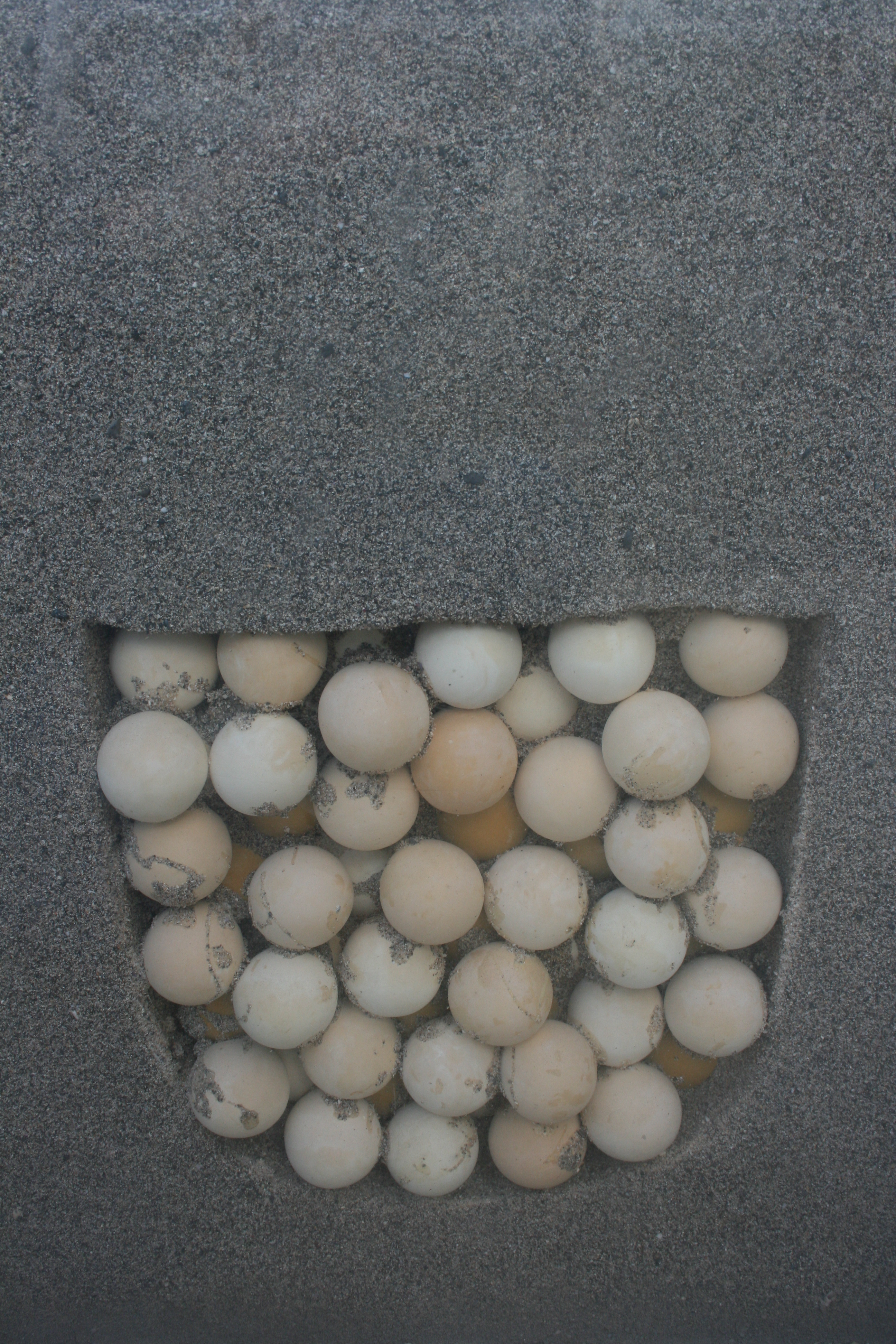
Uma ninhada de tartaruga.

Uma ninhada de ovos se refere a todos os ovos postos por aves, répteis e anfíbios colocados ao mesmo tempo, podendo ser chocados em um ninho.
Nas aves, a destruição de uma ninhada por um predador (ou a remoção por humanos, como é feita no programa de reprodução de condor-da-califórnia) pode gerar uma ninhada dupla. A técnica é usada para duplicar a produção de ovos e, no caso do condor-da-califórnia, para aumentar o tamanho da população. O acto de pôr a mão no ninho e remover os ovos é conhecida como "mergulho na ninhada".

## Tamanho
O tamanho da ninhada varia bastante de espécie a espécie, às vezes até quando as mesmas pertencem ao mesmo género. A diferença entre o tamanho das ninhadas em indivíduos da mesma espécie pode estar envolvida em vários fatores, como o habitat, a saúde, a alimentação, a pressão predatória e o período do ano.

## Galeria

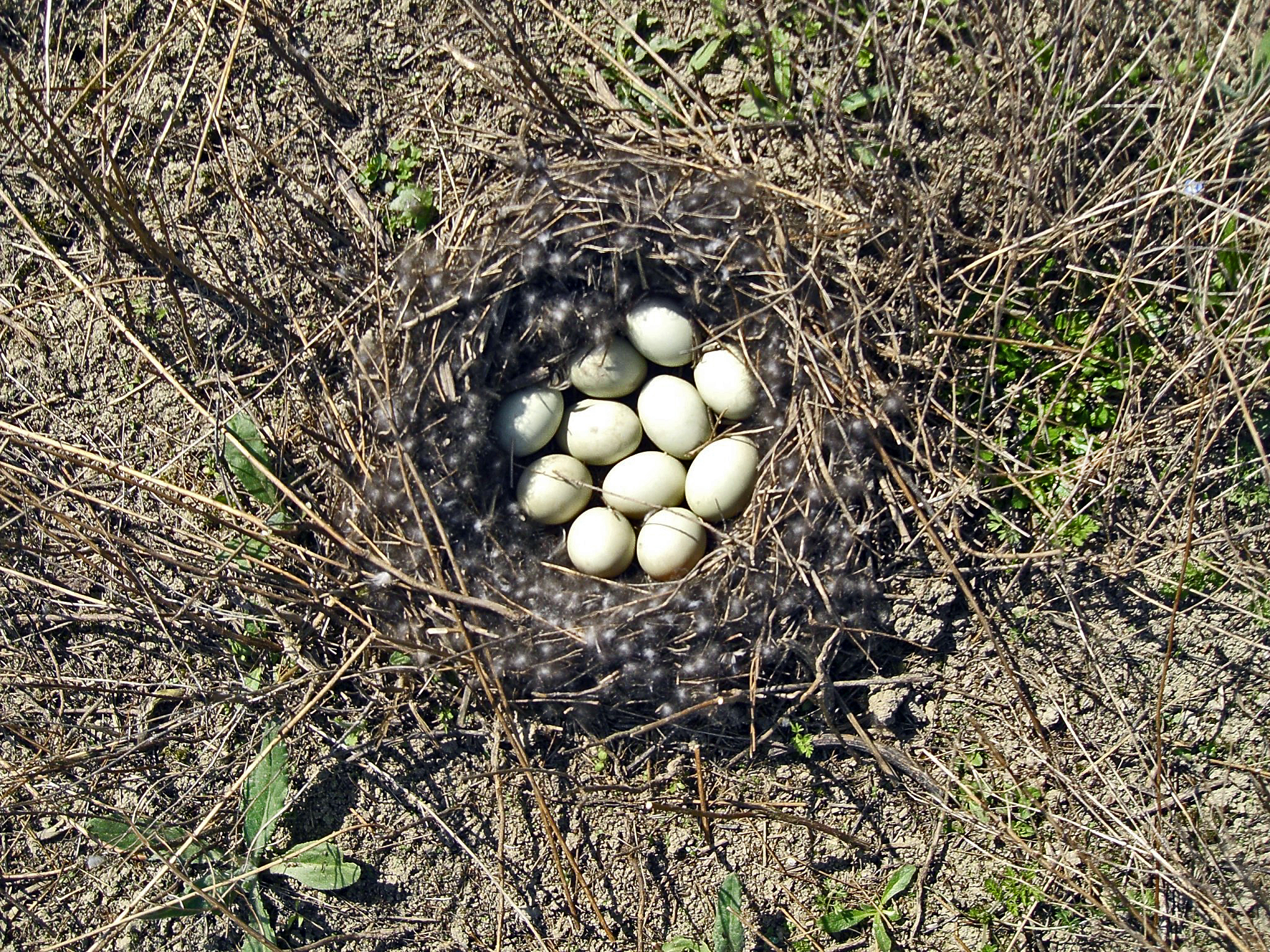
Pato-real (Anas platyrhynchos). Uma ninhada muito grande, com possibilidade da participação de duas fêmeas.
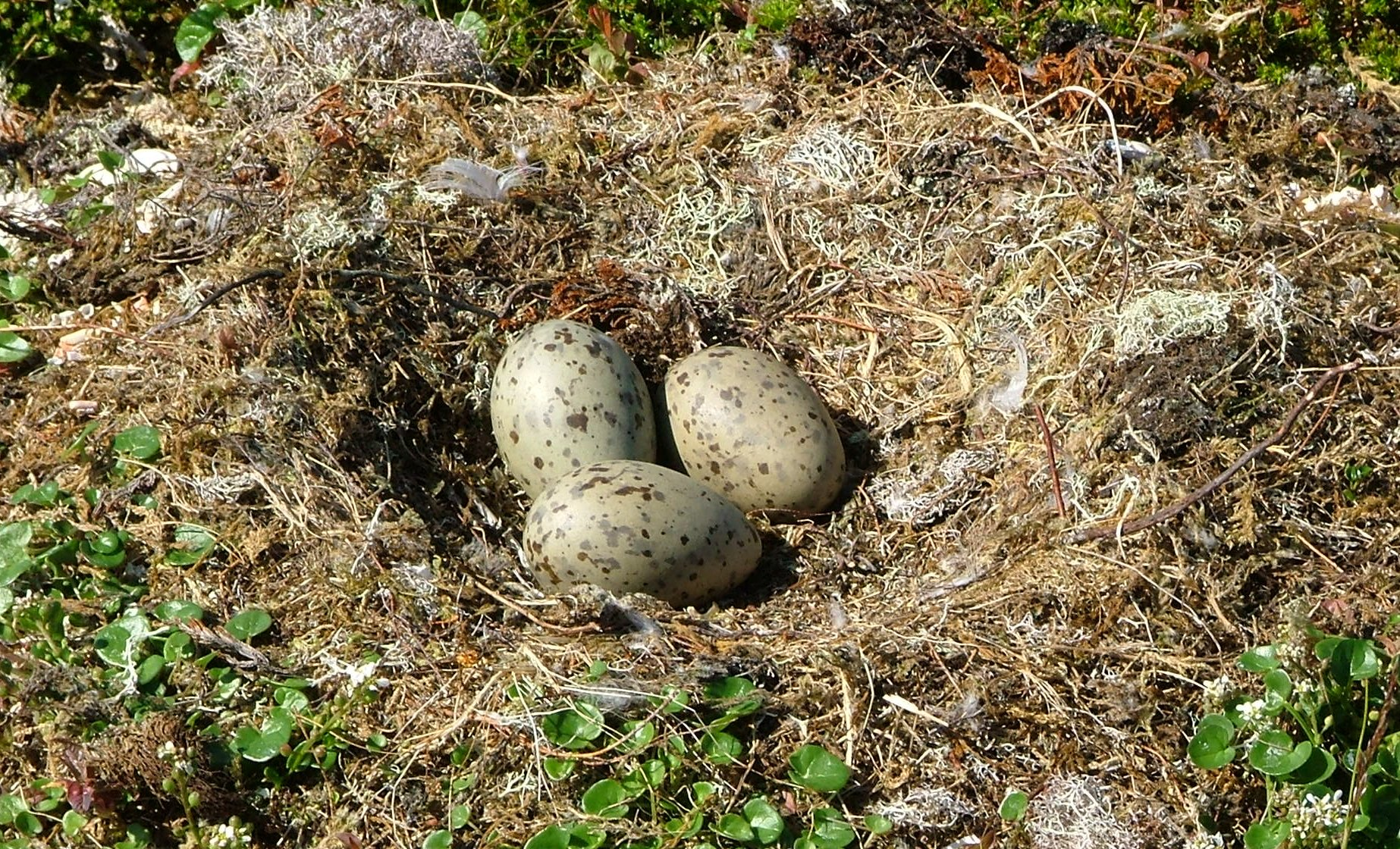
Alcatraz-comum (Larus marinus). Uma ninhada pequena
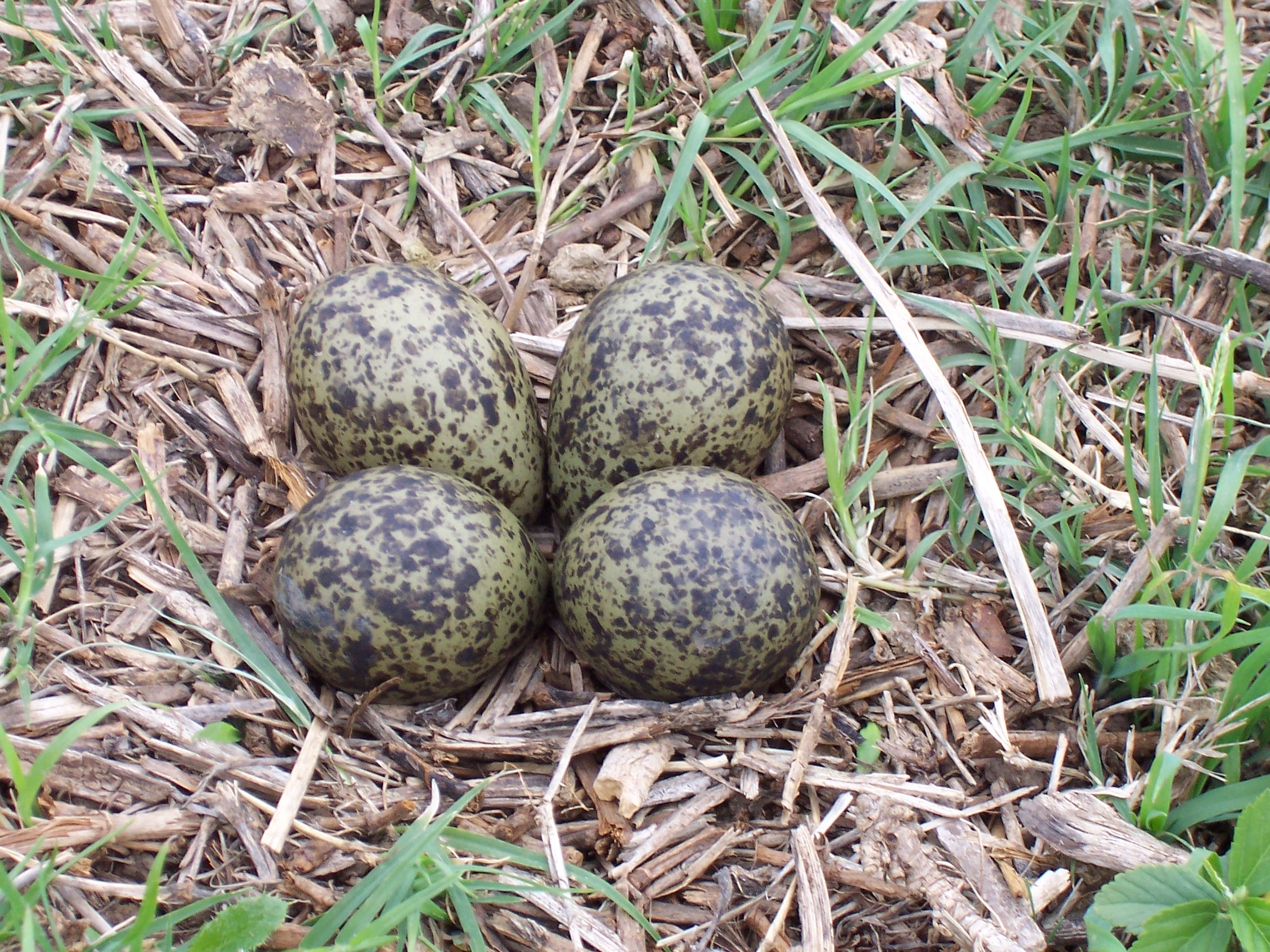
Abibe-mascarado (Vanellus miles). Ninhada típica
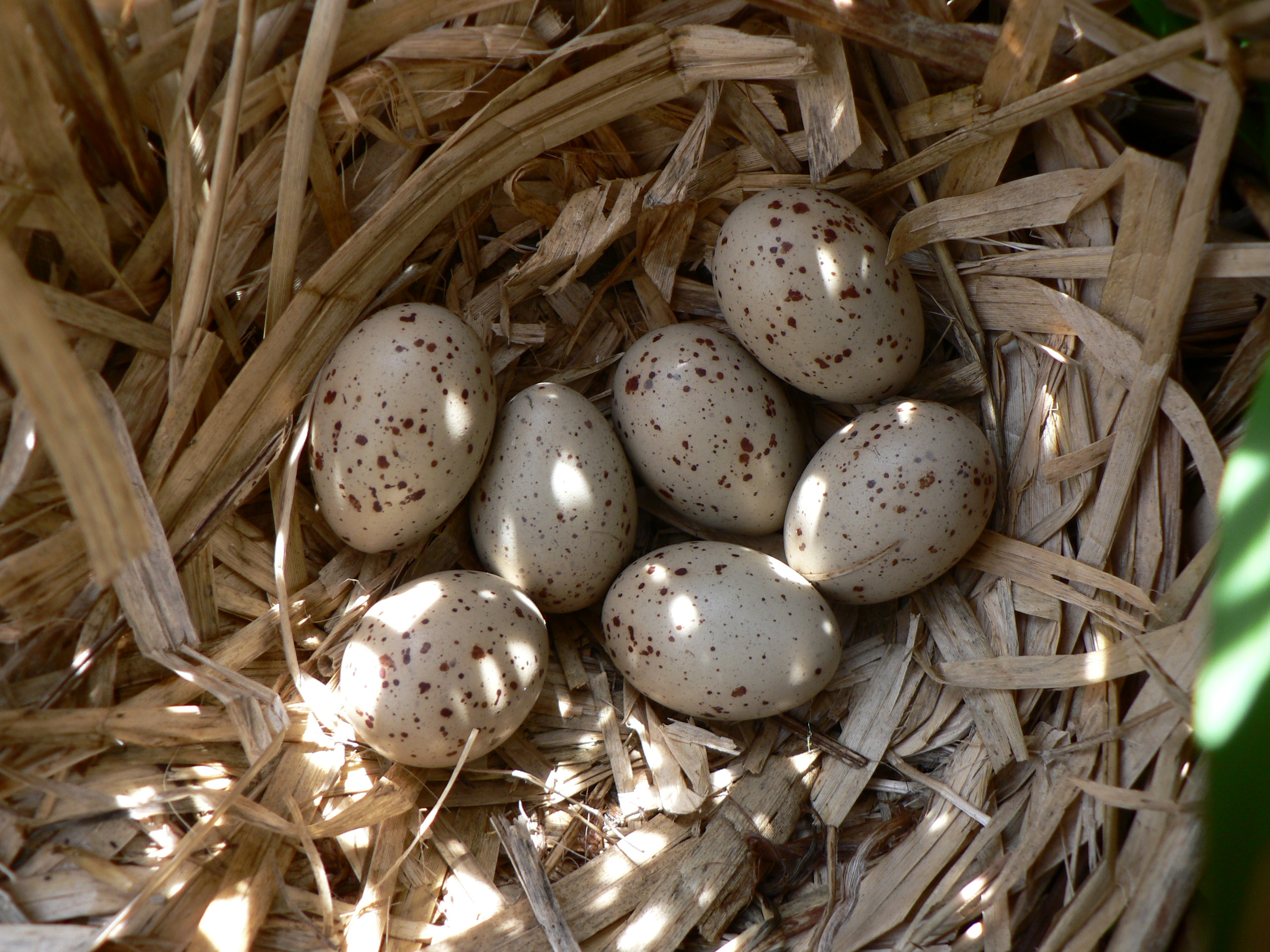
Galinha d'água (Gallinula chloropus). Ninhada pequena
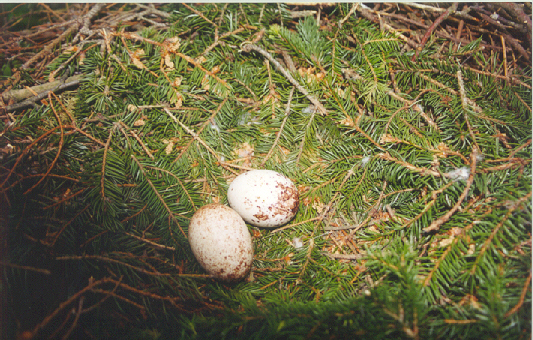
Águia-pomarina (Aquila pomarina). Ninhada típica
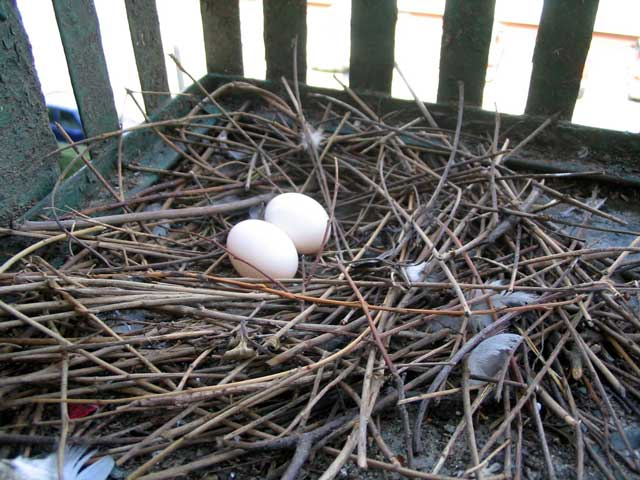
Pombo-doméstico (Columba livia domestica). Ninhada típica
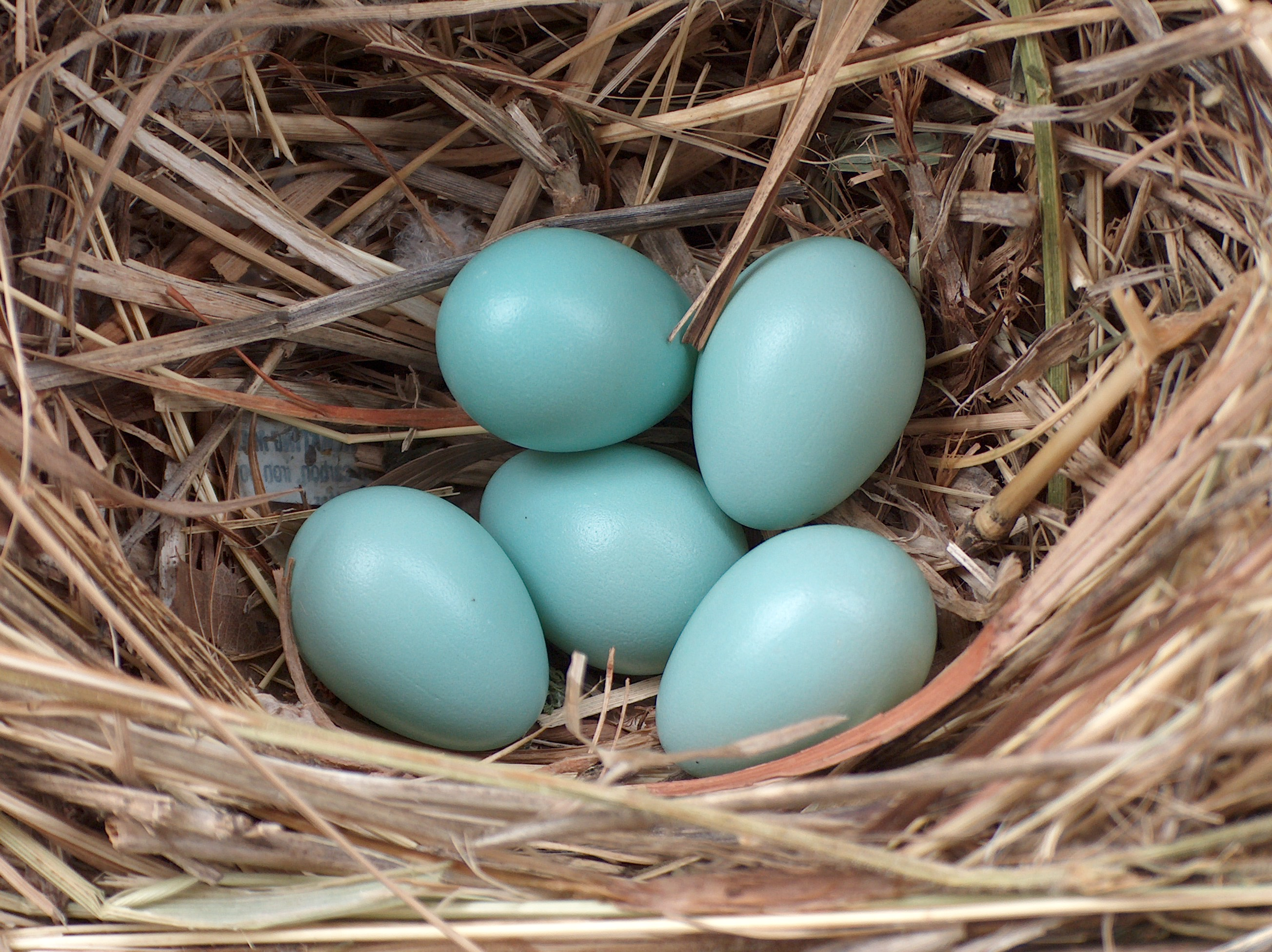
Estorninho-comum (Sturnus vulgaris). Ninhada típica
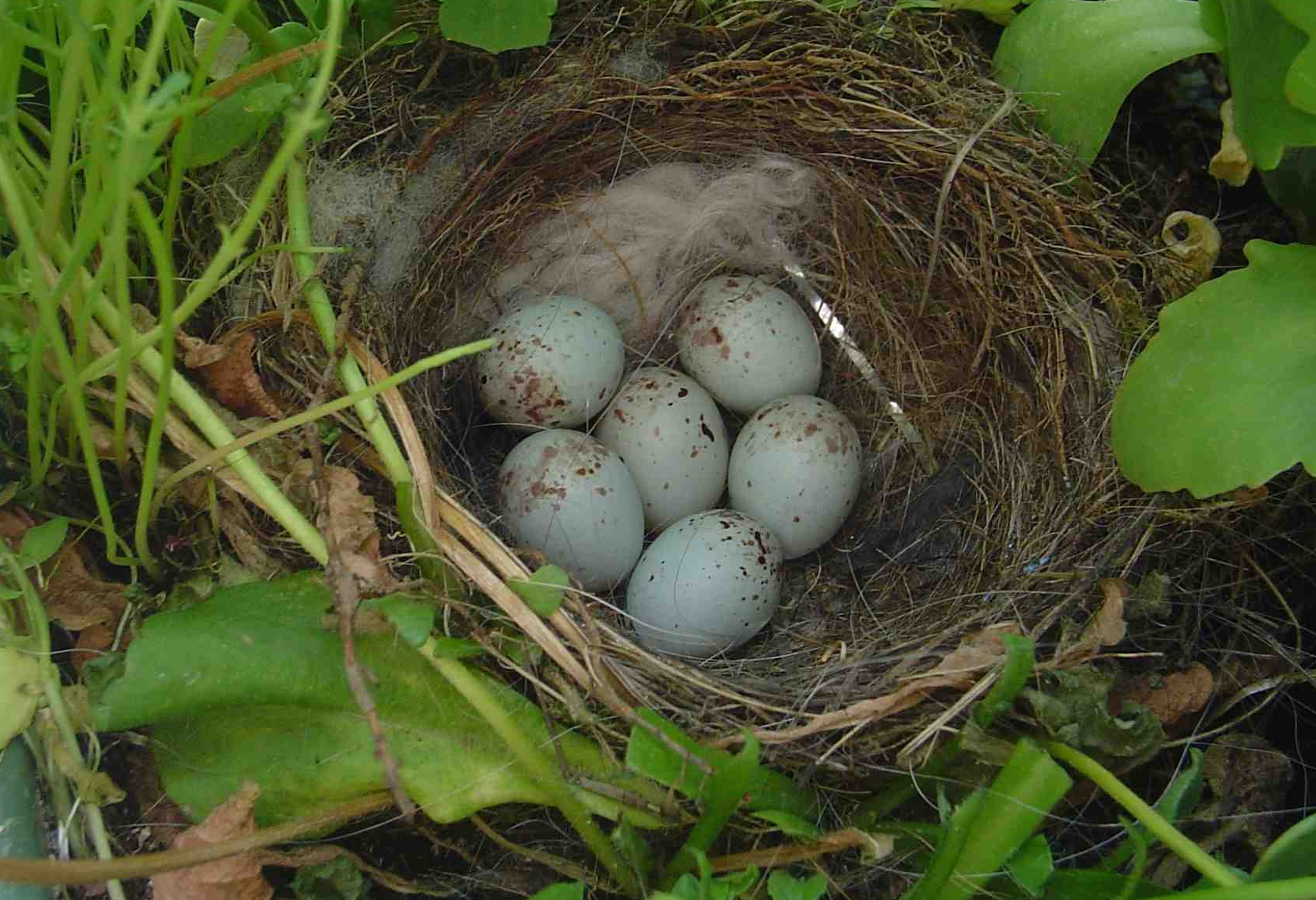
Pintassilgo (Carduelis carduelis). Ninhada grande
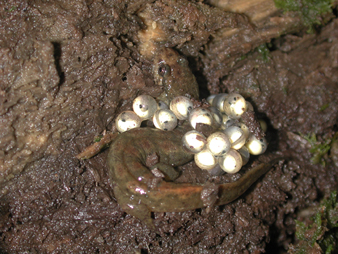
Salamandra-escura-do-norte (Desmognathus fuscus). Ninhada típica.